# Odontura uvarovi
Odontura uvarovi är en insektsart som beskrevs av Werner 1929. Odontura uvarovi ingår i släktet Odontura och familjen vårtbitare. Inga underarter finns listade i Catalogue of Life.